# الکساندر مورنو
الکساندر مورنو (انگلیسی: Alexandre Moreno؛ زادهٔ ۳ اکتبر ۱۹۷۷) یک بازیکن فوتبال اهل فرانسه است.